# CeBIT

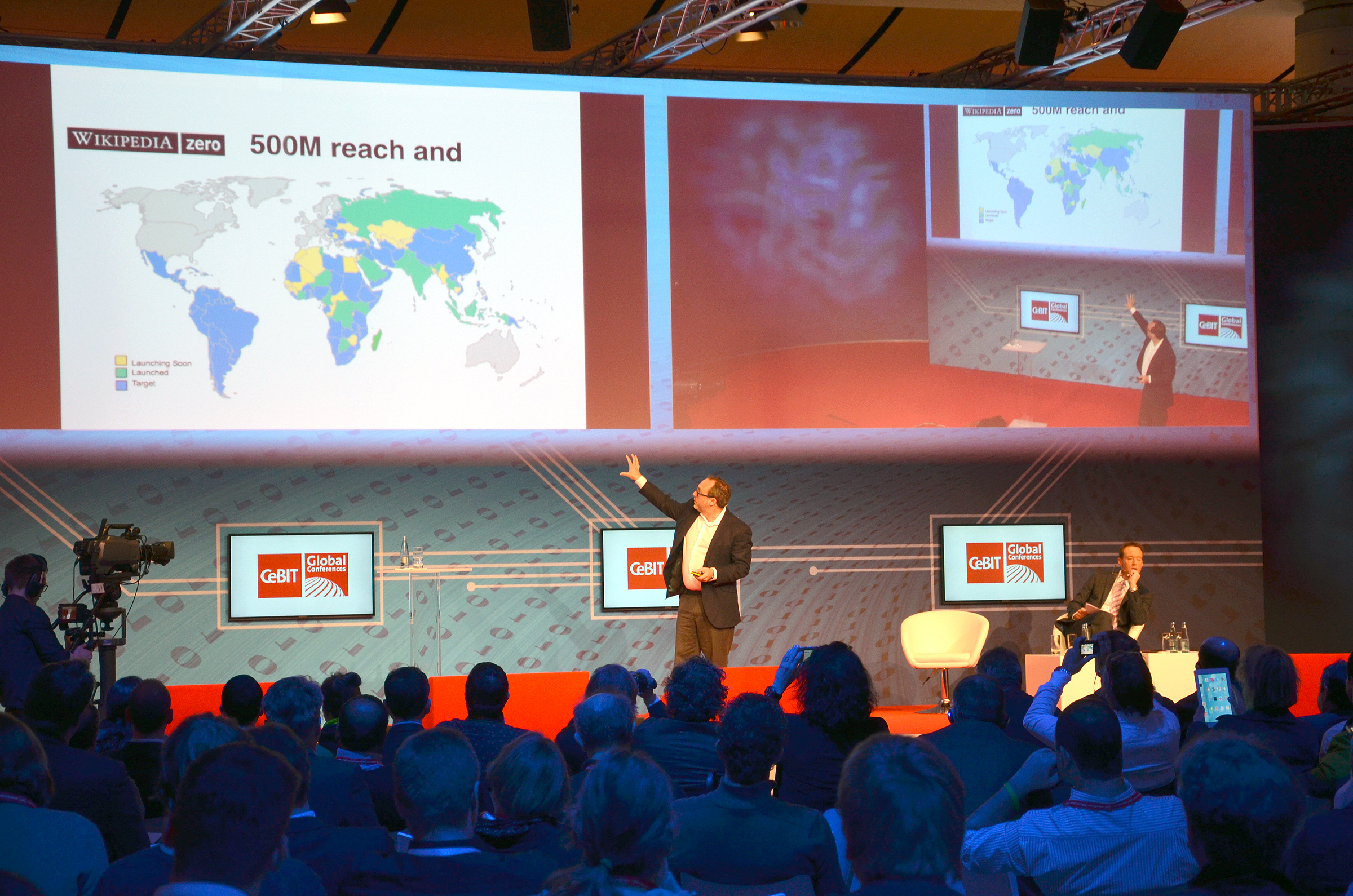
Jimmy Wales 2014 on CeBIT Global Conferences, Wikipedia Zero

Il CeBIT (acronimo del tedesco "Centrum für Büroautomation, Informationstechnologie und Telekommunikation", precedentemente del tedesco "Centrum der Büro- und Informationstechnik") è stata la più importante fiera al mondo dedicata all'information and communication technology, quindi un "barometro" per tale settore.
Il CeBIT si svolgeva ad Hannover, in Germania, una volta all'anno, in primavera. Aveva un'area espositiva di circa 450.000 m² e riceveva circa 500.000 visitatori. Nel 2007 si sono registrati 480.000 visitatori (più di 7 volte quelli dello SMAU), di cui 379.000 visitatori professionali.
Nel 2019 è stato deciso di annullare la manifestazione prevista per quell'anno, sia per mancanza di sponsor sia per la sovrapposizione con la più grande manifestazione della Hannover Messe.

## Storia
Il CeBIT nasce nel 1970 come sezione della Fiera di Hannover, la più grande fiera al mondo dedicata all'industria che si tiene ogni anno ad Hannover, e viene allestita nel "Padiglione 1", aperto in tale occasione e all'epoca il più grande al mondo. Negli anni ottanta, con l'espansione del settore information and communication technology, il CeBIT mette a dura prova le risorse della Fiera di Hannover. Nel 1986 quindi viene deciso di allestire un'esposizione separata da tenersi quattro settimane prima della Fiera di Hannover.
Poiché il CeBIT continuava a crescere velocemente e stava diventando troppo grande, si decise di rivolgersi al solo mercato professionale, mentre il mercato dell'elettronica di consumo, era da svolgersi separatamente, durante l'estate, in quello che fu chiamato il CeBIT Home, da tenersi a cadenza biennale. Però, dopo due esposizioni (nel 1996 e 1998), il CeBIT Home 2000 (che doveva tenersi a Lipsia perché in contemporanea c'era l'"Expo 2000" ad Hannover) fu cancellato e il progetto fu abbandonato.

## Edizioni
- 1986 - Il 17 marzo il pioniere dell'informatica tedesco Heinz Nixdorf muore di infarto durante CeBIT.
- 1987 - La fiera si svolge dal 4 all'11 marzo[3] e si guadagna il soprannome di Schneebit a causa dell'abbondante neve. Nokia presenta il primo telefono cellulare GSM.
- 1988 - La fiera si svolge dal 16 al 23 marzo, con 2.674 espositori su 320.000 m².[4]
- 1989 - La fiera si svolse dall'8 al 15 marzo e per la prima volta si superò la soglia dei 500.000 visitatori.[5]
- 1995 - Bill Gates fa il discorso inaugurale.

## World Wide CeBIT Shows
Dal 1999 l'ente organizzatore di CeBIT, la Deutsche Messe AG, ha organizzato dei trade show con il nome di CeBit fuori dalla Germania:
- Cebit Eurasia a Istanbul
- CeBIT Australia Archiviato il 20 novembre 2011 in Internet Archive. a Sydney
- CeBIT Asia a Shanghai
- CeBIT America/USA si svolse nel 2003 e nel 2004, ma nel 2005 fu cancellata.